# Klejstenes (tyran Sykionu)
Klejstenes (stgr. Κλεισθένης ο Σικυώνιος) – ostatni tyran Sykionu z rodu Orthagorydów rządzący w latach 596–565 p.n.e., dziadek Klejstenesa Ateńskiego

## Rządy
Jeden z najwybitniejszych tyranów Grecji okresu archaicznego. Swe uczynił miasto niezależnym od Argos i Delf i ozdobił je licznymi, wspaniałymi budynkami. Sykion za jego panowania stał się potęgą. Udało mu się pokonać potężne wówczas Argos, a także pozyskać naczelne dowództwo w I wojnie świętej (toczonej między zrzeszonymi w Amfiktionii Delfickiej Grekami a Krisą polis dążącą do podporządkowania sobie Delf). Jego pozycję poświadcza Herodot opisując w VI księdze "Dziejów" zawody sportowe jakie urządził o rękę swojej córki a do których przystąpili młodzieńcy z najwybitniejszych rodów całej Grecji.
Klejstenes prowadził aktywna politykę na rzecz zapewnienia sobie w polis urzędu basileusa (celem usankcjonowania swojej władzy). Tytuł ten miał charakter religijny stąd działalność tyrana na rzecz kultu Dionizosa. Kleisthenes dokonał jego głębokiej reformy, ustanawiając nowe święta na cześć Dionizosa, które przyczyniły się do rozwoju teatru i tragedii.
Tyran zniósł także święto na cześć argiwskiego herosa Adratosa co wiązało się z napiętymi stosunkami z Argos a także negatywnemu stosunkowi do ludności doryckiej stanowiącej w Sykionie większość (trzy fyle) wobec ludności miejscowej (jedna fyla) z której wywodził się Klejstenes.
Reformy przeprowadzone przez Klejstenesa w Sykionie przetrwały jeszcze wiele lat po jego śmierci co świadczy o ich kluczowym znaczeniu a także o religijnym charakterze.